# Zenay Jordaan
Pour les articles homonymes, voir Jordaan (homonymie).
Pas d'image ? Cliquez ici

a Compétitions nationales et continentales officielles uniquement.

b Matchs officiels uniquement.
Zenay Jordaan, née le 4 avril 1991 dans la province du Cap (Afrique du Sud), est une joueuse internationale sud-africaine de rugby à XV et internationale de rugby à sept évoluant au poste de demi d'ouverture.

## Biographie
Zenay Jordaan naît le 4 avril 1991. En 2022, elle joue pour le club des Eastern Province Elephants de Port Elizabeth. Elle compte 34 sélections en équipe d'Afrique du Sud quand elle est retenue en septembre 2022 pour disputer sous les couleurs de son pays la Coupe du monde de rugby à XV en Nouvelle-Zélande.